# Panther KF51
El Panther KF51 es un carro de combate principal que se está desarrollando por la empresa alemana Rheinmetall. Se anunció el 13 de junio de 2022 en Eurosatory 2022. Las siglas KF es la abreviatura del término "KettenFahrzeug"  que significa vehículo sobre orugas y 51 hace referencia a que su rango de peso está en el de las 50 toneladas. Será el primer tanque moderno que contará con el cañón de ánima lisa Rheinmetall FGS 130 mm L/52.  
El chasis está basado en el Leopard 2, pero con una nueva torreta. El diseño tiene la intención de marcar un rumbo distinto de la generación anterior de carros de combate principal occidentales mediante la introducción de una nueva torreta armada con un cañón principal de ánima lisa de 130 mm de carga automática y una mayor dependencia de la protección activa en lugar de la pasiva, lo que reduce el peso y facilita el trabajo en equipo con plataformas no tripuladas al proporcionar espacio dentro del casco para un operador de sistemas dedicado o comandante de la unidad.
Rheinmetall ha sugerido que el KF51 podría estar listo para la producción en 2026.
El 5 de diciembre de 2022, Rheinmetall anunció que el tanque KF51 está dirigido principalmente a los actuales operadores del tanque Leopard 2.

## Desarrollo
Rheinmetall comenzó el desarrollo de los principales subsistemas relacionados con Panther en 2016, y el diseño a nivel de sistema comenzó en 2018. Panther ha sido desarrollado como una empresa privada por Rheinmetall para demostrar el potencial para aumentar las capacidades de letalidad, movilidad, supervivencia y redes de  MBT sin incurrir en un aumento significativo de peso. Para reducir el peso de la plataforma Leopard 2 en la que se basa el vehículo de desarrollo, Rheinmetall priorizó la protección activa sobre la pasiva.
Rheinmetall declaró (en junio de 2022) que creía que Panther podría estar listo para la producción en serie dentro de 30 meses.
Se están considerando otros desarrollos para el vehículo, incluidas medidas para hacerlo más respetuoso con el medio ambiente durante las operaciones en tiempo de paz, la instalación de una unidad motriz más potente y más eficiente, la integración de IA en el sistema de control de disparo para permitir la detección e identificación automática de objetivos, el montaje de un vehículo no tripulado en la torreta en el vehículo y la creación de una versión no tripulada del Panther. Los esfuerzos para hacer que el vehículo sea más ecológico podrían resultar en el desarrollo de un casco alternativo para el Panther.

## Diseño y movilidad

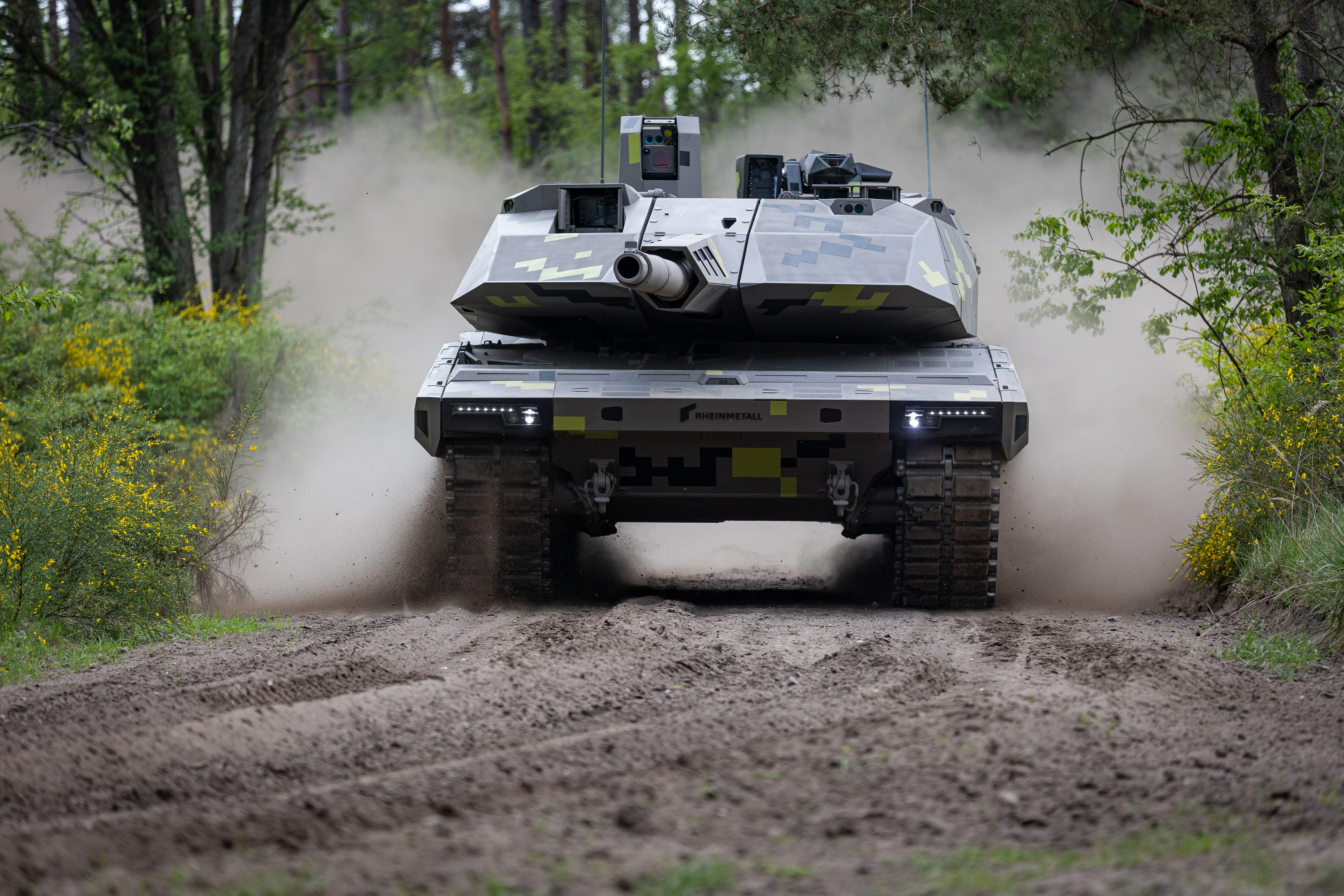
Rheinmetall Panther KF51

El KF51 se basa en el casco del Leopard 2, para ahorrar los costes derivados de desarrollar un casco desde cero, este casco, de diseño convencional para un MBT con el conductor en la parte delantera, el compartimento de combate/torreta en el medio y el paquete de energía en la parte trasera. El conductor está sentado en la parte delantera derecha del casco y está provisto de una escotilla de una sola pieza sobre su posición en el techo del glacis. Se puede proporcionar una estación de tripulación separada en la parte delantera izquierda del casco para un operador de sistemas dedicado o un comandante de unidad. Las cámaras a color para el conductor están instaladas en el centro de la parte delantera y trasera del casco. Si el KF51 entrara en producción, Rheinmetall diseñaría un nuevo casco.
El diseño del KF51 se aparta del de la generación anterior de MBT occidentales y es por la introducción de una nueva torreta para dos personas equipada con un cañón principal con carga automática. La parte trasera de la torre alberga los cargadores para el cargador automático del arma principal y los proyectiles de municiones merodeadoras, si estas se han equipado. Hay alojamientos para cámaras en las cuatro esquinas de la torreta y en el medio de cada lado de la torreta.
El Panther tiene un peso de combate de 59 toneladas, lo que lo hace más liviano que la mayoría de los MBT occidentales desarrollados antes de 2022. También se cree que el paquete de energía, las orugas y la mayor parte del tren de rodaje del vehículo se derivaron de los del Leopard 2.  Este paquete de energía Leopard 2 consta de un motor diésel V-12 MTU MB 873 Ka-501 refrigerado por agua que produce 1.479 hp a 2.600 rpm, acoplado a una transmisión automática Renk HSWL 354 de cuatro velocidades.  No se ha revelado la velocidad máxima del Panther, pero tiene un alcance máximo de 500 km. El tren de rodaje del Leopard 2 consta de siete ruedas de goma con neumáticos dobles y cuatro rodillos de retorno de oruga desplazados con neumáticos de goma a cada lado, con la rueda loca en la parte delantera y la rueda dentada de transmisión en la parte trasera. Las ruedas de carretera cuentan con el apoyo de una suspensión de barra de torsión con amortiguadores de fricción avanzados. Las ruedas de carretera primera, segunda, tercera, sexta y séptima cuentan con amortiguadores de fricción avanzados y topes hidráulicos para amortiguar las oscilaciones, mientras que la cuarta y la quinta cuentan con topes sólidos. El KF51 está equipado con una vía de 82 enlaces Defense Service Tracks 570F de 635 mm de ancho con conectores finales con bujes de goma en cada lado.
El tanque cumple el perfil AMovP-4L, lo que le permite pasar a través de túneles sin preparación previa, dándole una movilidad estratégica considerable.

## Protección
Se afirma que el KF51 Panther tiene tres capas de protección: pasiva, reactiva y activa. La capa más interna consiste en una armadura de acero completamente soldada cubierta por módulos de armadura pasiva. La segunda capa comprende una armadura reactiva basada en sensores, mientras que la capa final consiste en el  sistema de protección activa (APS) Active Defense System (ADS) que según Rheinmetall, es capaz de proteger contra proyectiles de energía cinética (KE) y misiles guiados antitanque (ATGM). Es posible montar el ADS tanto en el casco como en la torreta.
El Panther también está equipado con dieciséis lanzadores de granadas de humo del sistema de oscurecimiento rápido Rheinmetall (ROSY) montados en filas escalonadas de dos detrás de la carcasa de la cámara central a cada lado de la torreta. También es posible integrar sensores en el Panther que pueden detectar la firma de lanzamiento de ATGM y cohetes antitanque no guiados antes de indicar a la tripulación del vehículo la amenaza o lanzar las contramedidas apropiadas. El Panther también se puede equipar con el sistema de protección contra ataques superiores (TAPS) de Rheinmetall. Esto comprende un elemento de destrucción dura en el que la cobertura del ADS se extiende hasta el techo de la plataforma para proteger contra los ATGM y los cohetes antitanque no guiados lanzados a gran altura, así como un elemento de destrucción blanda que tiene como objetivo proteger contra amenazas como las municiones merodeadoras.

## Armamento
El armamento principal del KF51 es un cañón de ánima lisa Rheinmetall Future Gun System (FGS) de 130 mm L/52 estabilizado que se puede elevar de -9˚ a +20˚. Rheinmetall afirma que es capaz de entregar entre 18 y 20 MJ de energía a un objetivo y que tiene un alcance efectivo un 50% mayor que el cañón Rheinmetall de 120 mm.  El FGS de 130 mm puede disparar proyectiles perforadores de blindaje estabilizados por aletas con casquillo desechable sabot (APFSDS), proyectiles de alto explosivo (HE) de explosión en el aire programable y proyectiles de práctica.  El cañón es alimentado por un cargador automático que consta de dos cargadores de tambor giratorio con una capacidad de diez proyectiles cada uno.  Durante una prueba de disparo en abril de 2022, el FGS de 130 mm montado en una plataforma de prueba pudo disparar tres proyectiles en 16 segundos, aunque esto incluyó el tiempo para realizar controles de seguridad. Dos escotillas están ubicadas en los lados de la torreta para permitir que los cargadores del cargador automático se repongan en cinco minutos. También está disponible una opción para llevar 10 proyectiles adicionales en la parte trasera del vehículo fuera del casco y la torreta.
El armamento secundario consiste en una ametralladora de 12,7 mm montada coaxialmente. Se puede montar una estación de armas operada a distancia en la parte trasera del techo de la torreta para proporcionar una defensa cercana y capacidades anti-drones (C-UAS). Una opción para esto es la estación de armas RWCS Rheinmetall Natter, que se puede armar con una ametralladora de 7,62 mm que se puede elevar de -15˚ a +85˚. Cuando está armado con una ametralladora de 7,62 mm, lleva 2500 balas. Además, el KF51 puede equiparse con el sistema de munición de merodeo HERO 120 de la compañía israelí UVision Air Smart Loitering Systems, otorgándole capacidad para alcanzar objetivos fuera de la línea de visión.

## Variantes

### KF51-U
En junio de 2024, Rheinmetall presentó el KF51-U en la feria de armas Eurosatory.  Este es un Panther con torreta no tripulada.  Los únicos tres operadores necesarios para este tanque se sientan en el casco, justo delante de la torreta.  La munición para el arma principal se alimenta a través del cargador automático desde dos cargadores situados en la parte trasera de la torreta.  El suministro de munición del tanque consta de 25 cartuchos.  Como armamento secundario, el KF51-U tiene una ametralladora pesada coaxial de calibre 12,7 mm.

### KF51 Panther EVO
Variante diseñada para Hungría.
Basado en el chasis del vehículo de recuperación Buffel, montará el cañón L55A1 de 120 mm, presente en el Leopard 2, alimentado mediante un cargador automático, no obstante, la arquitectura de la torreta permitirá, si Hungría así lo solicita, el cambio al cañón de 130 mm.

### KF51 EVO Upgrade
Presentado en junio del 2024 en la feria de armas Eurosatory.  Esta variante combina la torreta del KF51 con el chasis del Leopard 2A4. Se ofrece como una variante para actualizar las unidades de Leopard 2 existentes.

## Potenciales usuarios

### Hungría
El 14 de diciembre del 2023, Rheinmetall anunció un acuerdo con el gobierno húngaro para desarrollar el KF51 hasta su fase de madurez.
Para este proyecto Rheinmetall colaborará con el holding estatal húngaro N7, que posee el 49% de las acciones de la empresa conjunta Rheinmetall Hungría 
El contrato de desarrollo tiene un valor de aproximadamente €288 millones.

### Ucrania
- En febrero de 2023, Rheinmetall reveló que están en conversaciones con Ucrania para exportar el KF51.[15][16]
- El director ejecutivo de la compañía, Armin Papperger, dijo que la primera entrega podría ser en 15 a 18 meses y sugiere que una fábrica en el país podría ser posible.[17]
- Rheinmetall cree que se puede construir una planta en Ucrania por unos 200 millones de euros, que podría producir hasta 400 tanques Panther al año; también necesitaría estar protegida contra los ataques aéreos de la actual invasión rusa de Ucrania en 2022.
- Los expertos han cuestionado este plan por sus tasas de producción irrealistas e insuficientes inversiones para lo que es esencialmente un arma conceptual.